# Sterlina maltese
La sterlina maltese fu la moneta corrente a Malta fino al 1972. La sterlina maltese entrò in circolazione nel 1825 e venne valutata a 12 scudi, la moneta corrente locale. Tra il 1914 e il 1918 vennero introdotte le banconote da 10 scellini, 1 sterlina e 5 sterline. Il 22 giugno 1972 la sterlina maltese venne sostituita dalla lira maltese, a sua volta sostituita dall'euro a partire dal 1º gennaio 2008.